# Opsopoeodus emiliae
Opsopoeodus emiliae är en fiskart som beskrevs av Hay, 1881. Opsopoeodus emiliae ingår i släktet Opsopoeodus och familjen karpfiskar.

## Underarter
Arten delas in i följande underarter:
- O. e. emiliae
- O. e. peninsularis